# Zoltán Nagyházi
Zoltán Nagyházi (1949) è un ex schermidore ungherese, vincitore di due medaglie d'oro ai campionati mondiali di scherma (1978 e 1982).